# Atletica leggera ai Giochi della XXXII Olimpiade - Getto del peso femminile

Video integrale della Finale

Ai Giochi della XXXII Olimpiade la competizione di Getto del peso femminile si è svolta nei giorni 30 luglio e 1º agosto 2021 presso lo Stadio nazionale di Tokyo.

## Presenze ed assenze delle campionesse in carica
| Competizione           | Atleta              | Prestazione | Rio 2016 |
| ---------------------- | ------------------- | ----------- | -------- |
| Olimpiadi 2016         | Michelle Carter     | 20,63 m     | Assente  |
| Commonwealth 2018      | Danniel Thomas-Dodd | 19,36 m     | Presente |
| Europei 2018           | Paulina Guba        | 19,33 m     | Presente |
| Asiatici 2018          | Gong Lijiao         | 19,66 m     | Presente |
| Panamericani 2019      | Danniel Thomas-Dodd | 19,55 m     | Presente |
| Mondiali 2019          | Gong Lijiao         | 19,55 m     | Presente |
|                        |                     |             |          |
| Mondiali under 20 2018 | Maddison-Lee Wesche | 17,09 m     | Presente |

Graduatoria mondiale
In base alla classifica della Federazione mondiale, le migliori atlete iscritte alla gara erano le seguenti:
| Pos. | Atleta              | Punti | Note |
| ---- | ------------------- | ----- | ---- |
| 1    | Gong Lijiao         | 1408  |      |
| 2    | Christina Schwanitz | 1339  |      |
| 3    | Danniel Thomas-Dodd | 1338  |      |

## La gara
Il miglior lancio di qualificazione, 19,46 metri, è di Gong Lijiao (Cina), una delle favorite per il titolo. Controprestazione, invece, di Danniel Thomas-Dodd e Christina Schwanitz. La campionessa giamaicana è la prima delle eliminate con 18,37; la forte atleta tedesca si ferma a 18,08 m.

Per la prima volta nella storia olimpica della specialità, la finale viene disputata di mattina, alle 10:35.

Al primo turno Gong Lijiao lancia a 19,95 metri, mettendo un'ipoteca sul titolo. Raven Saunders (Stati Uniti) è seconda con 19,65 mentre Auriol Dongmo (Portogallo) è terza con 19,29. Il secondo turno non sposta la classifica. Al terzo tentativo Valerie Adams (Nuova Zelanda) lancia a 19,62 issandosi in terza posizione. La Gong si migliora di 3 cm.

Poi la cinese diventa protagonista della gara: al quinto turno scaglia la palla di ferro a 20,53: è il suo nuovo record personale. All'ultimo turno celebra la medaglia d'oro migliorandosi di altri 5 cm.
Gong Lijiao ha dominato la gara: tutti i suoi cinque lanci validi sono superiori a quelli delle altre finaliste.
Valerie Adams, due ori e un argento alle ultime tre edizioni dei Giochi, agguanta il bronzo: un'altra perla alla sua luminosa carriera. È l'unica pesista ad aver partecipato a cinque finali olimpiche.

## Risultati

### Qualificazione
Qualificazione: 18,00 m (q) o le migliori 12 misure (q).
| Pos. | Gruppo | Nome                | Nazionalità       | Lanci | Lanci | Lanci | Risultato | Note                                     |
| Pos. | Gruppo | Nome                | Nazionalità       | 1°    | 2°    | 3°    | Risultato | Note                                     |
| ---- | ------ | ------------------- | ----------------- | ----- | ----- | ----- | --------- | ---------------------------------------- |
| 1    | B      | Gong Lijiao         | Cina              | 19,46 | -     | -     | 19,46     | Q                                        |
| 2    | B      | Song Jiayuan        | Cina              | n     | 19,23 | -     | 19,23     | Q                                        |
| 3    | A      | Raven Saunders      | Stati Uniti       | n     | 19,22 | -     | 19,22     | Q                                        |
| 4    | A      | Fanny Roos          | Svezia            | 19,01 | -     | -     | 19,01     | Q                                        |
| 5    | A      | Aliona Dubitskaya   | Bielorussia       | 18,61 | n     | 18,89 | 18,89     | Q                                        |
| 6    | B      | Valerie Adams       | Nuova Zelanda     | 18,75 | 18,59 | 18,83 | 18,83     | Q                                        |
| 7    | A      | Gao Yang            | Cina              | 18,51 | 18,80 | -     | 18,80     | Q                                        |
| 7    | B      | Auriol Dongmo       | Portogallo        | 18,80 | -     | -     | 18,80     | Q                                        |
| 9    | A      | Portious Warren     | Trinidad e Tobago | 18,21 | 18,23 | 18,75 | 18,75     | q                                        |
| 9    | A      | Jessica Ramsey      | Stati Uniti       | n     | n     | 18,75 | 18,75     | q                                        |
| 11   | A      | Maddison-Lee Wesche | Nuova Zelanda     | 18,65 | 16,80 | 18,53 | 18,65     | q                                        |
| 12   | B      | Sara Gambetta       | Germania          | n     | 18,57 | 17,35 | 18,57     | q                                        |
| 13   | B      | Danniel Thomas-Dodd | Giamaica          | n     | 18,37 | 18,24 | 18,37     |                                          |
| 14   | A      | Christina Schwanitz | Germania          | 17,51 | 17,72 | 18,08 | 18,08     |                                          |
| 15   | A      | Katharina Maisch    | Germania          | 16,92 | 17,89 | 17,72 | 17,89     |                                          |
| 16   | B      | Emel Dereli         | Turchia           | n     | 17,81 | 17,69 | 17,81     |                                          |
| 16   | B      | Sophie McKinna      | Gran Bretagna     | 17,81 | n     | 17,60 | 17,81     |                                          |
| 18   | A      | Klaudia Kardasz     | Polonia           | n     | 17,29 | 17,76 | 17,76     |                                          |
| 19   | A      | Jessica Schilder    | Paesi Bassi       | 16,69 | 17,74 | 16,82 | 17,74     |                                          |
| 20   | B      | Adelaide Aquilla    | Stati Uniti       | 17,38 | 17,68 | 16,62 | 17,68     |                                          |
| 21   | B      | Anita Márton        | Ungheria          | 17,42 | 17,59 | n     | 17,59     | Miglior prestazione personale stagionale |
| 22   | A      | Lloydricia Cameron  | Giamaica          | 17,29 | n     | 17,43 | 17,43     |                                          |
| 23   | A      | María Belén Toimil  | Spagna            | n     | n     | 17,38 | 17,38     |                                          |
| 24   | B      | Markéta Červenková  | Rep. Ceca         | 17,33 | n     | 17,05 | 17,33     |                                          |
| 25   | B      | Ahymara Espinoza    | Venezuela         | 17,17 | 16,74 | 16,50 | 17,17     |                                          |
| 26   | A      | Olha Golodna        | Ucraina           | 16,07 | 17,15 | 17,08 | 17,15     |                                          |
| 27   | B      | Paulina Guba        | Polonia           | n     | 16,98 | 16,96 | 16,98     |                                          |
| 28   | B      | Sarah Mitton        | Canada            | 16,62 | n     | n     | 16,62     |                                          |
| 29   | A      | Dimitriana Surdu    | Moldavia          | 15.61 | 16,55 | n     | 16,55     |                                          |
| 30   | B      | Geisa Arcanjo       | Brasile           | 16,46 | n     | n     | 16,46     |                                          |
| 31   | B      | Sopo Shatirishvili  | Georgia           | 14.91 | 15.31 | n     | 15.31     |                                          |
|      | A      | Brittany Crew       | Canada            | n     | n     | n     | nm        |                                          |

### Finale

Video ufficiale della Finale

| Record mondiale      | Natal'ja Lisovskaja | 22,63 m | Mosca  | 7 giugno 1987  |
| Record olimpico      | Ilona Slupianek     | 22,41 m | Mosca  | 24 luglio 1980 |
| Capolista stagionale | Jessica Ramsey      | 20,12 m | Eugene | 24 giugno 2021 |

Domenica 1 agosto, ore 9:10
| Pos.    | Atleta              | Nazione           | Lanci | Lanci | Lanci | Lanci           | Lanci           | Lanci           | Misura | Note                          |
| Pos.    | Atleta              | Nazione           | 1°    | 2°    | 3°    | 4°              | 5°              | 6°              | Misura | Note                          |
| ------- | ------------------- | ----------------- | ----- | ----- | ----- | --------------- | --------------- | --------------- | ------ | ----------------------------- |
| Oro     | Gong Lijiao         | Cina              | 19,95 | n     | 19,98 | 19,80           | 20,53           | 20,58           | 20,58  | Miglior prestazione personale |
| Argento | Raven Saunders      | Stati Uniti       | 19,65 | n     | 19,62 | 19,49           | 19,79           | n               | 19,79  |                               |
| Bronzo  | Valerie Adams       | Nuova Zelanda     | 18,62 | 19,49 | 19,62 | n               | n               | 18,76           | 19,62  |                               |
| 4       | Auriol Dongmo       | Portogallo        | 19,29 | 18,95 | 19,17 | 19,57           | 19,45           | 19,45           | 19,57  |                               |
| 5       | Song Jiayuan        | Cina              | 18,11 | 19,14 | 18,74 | n               | n               | 18,26           | 19,14  |                               |
| 6       | Maddison-Lee Wesche | Nuova Zelanda     | 17,45 | 18,42 | 18,98 | 18,18           | 18,50           | 18,47           | 18,98  | Miglior prestazione personale |
| 7       | Fanny Roos          | Svezia            | 17,99 | 18,02 | 18,91 | n               | 18,72           | 18,76           | 18,91  |                               |
| 8       | Sara Gambetta       | Germania          | 18,37 | 18,04 | 18,88 | n               | 18,48           | 18,38           | 18,88  | Miglior prestazione personale |
| 9       | Aliona Dubitskaya   | Bielorussia       | 17,76 | 18,57 | 18,73 | Non qualificate | Non qualificate | Non qualificate | 18,73  |                               |
| 10      | Gao Yang            | Cina              | 18,45 | 18,67 | 18,51 | Non qualificate | Non qualificate | Non qualificate | 18,67  |                               |
| 11      | Portious Warren     | Trinidad e Tobago | 18,01 | 18,01 | 18,32 | Non qualificate | Non qualificate | Non qualificate | 18,32  |                               |
|         | Jessica Ramsey      | Stati Uniti       | n     | n     | n     | Non qualificate | Non qualificate | Non qualificate | nm     |                               |